# Província marítima d'Alacant

Bandera de la província marítima d'Alacant

La província marítima d'Alacant és una de les trenta províncies marítimes amb les que es dividix el litoral d'Espanya. Va des del Mojón (Múrcia) amb la latitud 37° 50′ N fins a la línia que partix amb rumb 45° des del riu Molinell. Limita al nord amb la província marítima de València i al sud amb la província marítima de Cartagena.
La capitania d'esta província marítima està situada en Alacant. El seu port més important és el port d'Alacant.
Consta dels següents districtes marítims:
- Torrevella (AT-1), que va des del Mojón fins al riu Segura.
- Santa Pola (AT-2), que va des del riu Segura fins al cap de Santa Pola.
- Alacant (AT-3), que va des del cap de Santa Pola fins a la torre del Barranc de l'Aigua.
- La Vila Joiosa (AT-4), que va des de la Torre del Barranc de l'Aigua fins a la punta de l'Albir, devora la platja de l'Albir.
- Altea (AT-5), que va des de la punta de l'Albir fins al cap de la Nau.
- Dénia (AT-6), que va des del cap de la Nau fins al barranc del Molinell.[1]